# Делибашино село
Делибашино село је мјесто на коме се могу пратити зачеци бањалучке индустрије који су везани за долазак Траписта на ово подручје 1869. године. 
Као посебан католички ред свештеника, који је настао у француском самостану Ла Трапе, добили су дозволу од тадашње турске власти да формирају заједницу на овом подручју.
Убрзо су изградили прави пољопривредно-занатско-индустријски комбинат, развијајући индустрију пива, сира, тјестенина, тканина. Изградили су и самостан, хидроцентралу, млин, штампарију, циглану, ковачницу, каменолом, пекару и друге објекте. Код реда Траписта је постојао специфичан завјет ћутања који је упућивао на рад и молитву. У Делибашином селу могу се посјетити трапистички самостан, бањалучка пивара и пивница, стара хидроцентрала, као и Траписке парк шуме које представљају праву оазу надомак града, погодну за одмор и рекреацију.

## Хидроелектрана у Делибашином
Хидроелектрана Делибашино село је једна од најстаријих на Балкану. Изграђена је и почела је са радом 1899. године за потребе просторија и индустријских погона католичког реда у Трапистима крај Бањалуке. Tраписти су најпре изградили дрвену брану. Кад су видјели да је та турбина премала, купили су јачу турбину од 300 коњских снага. Након тога је град већ почео добијати струју и шира градска околина. Та брана је нажалост и пукла 1913. године, па су траписти након тога изградили бетонску брану. Нажалост и та брана није у функцији педесетак година.